# Ségur-le-Château
Ségur-le-Château è un comune francese di 238 abitanti situato nel dipartimento della Corrèze nella regione della Nuova Aquitania, sul fiume Auvézère.

## Società

### Evoluzione demografica
Abitanti censiti